# L'età dell'innocenza (dipinto)
L'età dell'innocenza (The Age of Innocence) è un dipinto di Joshua Reynolds realizzato nel 1785 o nel 1788 e conservato alla Tate Britain di Londra dal 1951.
Il dipinto fu presentato per la prima volta alla National Gallery nel 1847 da Robert Vernon.
Il nome, dato al dipinto dopo la morte di Reynolds, fu dato da Joseph Grozer nel 1794. Il titolo originale dell'opera era probabilmente A Little Girl. Il titolo inventato da Grozer in seguito ispirò il titolo dell'omonimo romanzo di Edith Wharton.